# Кьярамонте-Гульфи
Кьярамонте-Гульфи (итал. Chiaramonte Gulfi) — коммуна в Италии, располагается в регионе Сицилия, подчиняется административному центру Рагуза.
Население составляет 8029 человек, плотность населения составляет 64 чел./км². Занимает площадь 126 км². Почтовый индекс — 97012. Телефонный код — 0932.
Покровителем коммуны почитается святой Вит. Праздник ежегодно празднуется 15 июня.